# تايقر ميمون
تايقر ميمون (بالإنجليزية: Tiger Memon)‏‏ (24 نوفمبر 1960 في مومباي - ) تاجر مُخدرات من الهند.